# Cosmorama, Falköping
Cosmorama är en biograf i Falköping. Biografen har två salonger, en i bottenvåningen med 135 platser och en på andra våning vid namn Nya Roxy med 35 platser. Under 2000-talet genomgick bion en ekonomisk kris, och var stängd under ett år. Falköpings kommun gick in med stödpengar och biografen renoverades. Antalet platser i de båda salongerna nästintill halverades för att ge de besökande mer utrymme, och anpassa bions kapacitet till antalet biobesökare. Före renoveringen 2007 hade stora salongen 395 platser.